# Ormtjärnen (Jokkmokks socken, Lappland)
Ormtjärnen är en sjö i Jokkmokks kommun i Lappland och ingår i Piteälvens huvudavrinningsområde.